# مانتی هال
مانتی هال (انگلیسی: Monty Hall؛ زادهٔ ۲۵ اوت ۱۹۲۱ – درگذشته ۳۰ سپتامبر ۲۰۱۷) یک مجری اهل کانادا بود. وی از سال ۱۹۵۳ تا ۲۰۱۷ میلادی مشغول فعالیت بود.